# Græse Bakkeby
Græse Bakkeby is een plaats in de Deense regio Hovedstaden, gemeente Frederikssund, en telt 2290 inwoners (2007).